# Тымбарк
Тымбарк (пол. Tymbark) — деревня в Польше, входит в Лимановский повет Малопольского воеводства.

## История
Тымбарк был основан в 1349 году немецкими поселенцами под названием Диненбург, которое потом было изменено на Танненбург. В 1353 году получил статус города. В XV веке город обрёл название Тымбарк. С 1772 по 1918 год Тымбарк, вследствие первого раздела Речи Посполитой, был частью Австрийского государства, в составе которого в 1880 году лишился статуса города.